# Llista de flora al·lòctona de Menorca
La flora al·lòctona de Menorca presenta 8 tàxons molt comuns (el tàxon és present arreu de l'illa i en múltiples hàbitats), 15 comuns (present a la majoria de localitats on hi ha hàbitats adients per al seu desenvolupament), 53 rars (tàxon amb més de cinc localitats conegudes, però que no es presenta a la majoria de localitats on hi ha hàbitats adients per al seu desenvolupament) 91 molt rars (es coneixen menys de cinc poblacions del tàxon en el territori insular). 63 tàxons són d'origen americà, 37 de la Mediterrània, 22 africans, 30 asiàtics i eurasiàtics, 7 cosmopolites, 4 macaronèsics i 2 australians.
Les espècies amb un caràcter marcadament invasor són Aster squamatus, Carpobrotus edulis, Opuntia ficus-indica i Oxalis pes-caprae, ja que són les úniques que estan penetrant de manera autònoma, sense l'ajut de l'home, i massivament dins els hàbitats naturals no alterats. La resta són clarament "males herbes" de conreus i zones urbanes o alterades.

## Taula descriptiva
| Tàxon                                                        | Estatus         | Abundància  | Forma vital   | Origen             |
| ------------------------------------------------------------ | --------------- | ----------- | ------------- | ------------------ |
| Abutilon theophrasti Medik.                                  | Naturalitzat    | Molt rar    | Teròfit       | Euras-S            |
| Acanthus mollis L.                                           | P. naturalitzat | Rar         | Hemicriptòfit | Stenomed.          |
| Aeonium arboreum (L.) Webb et Berthel.                       | Casual          | Rar         | Faneròfit     | Macar.             |
| Aeonium hawarthii (Salm-Dyck) Webb et Berthel.               | Casual          | Rar         | Camèfit       | Macar.             |
| Agave americana L.                                           | Naturalitzat    | Rar         | Camèfit       | Neotrop.           |
| Ailanthus altissima (Mill.) Swingle                          | Naturalitzat    | Rar         | Faneròfit     | Àsia               |
| Alcea rosea L.                                               | Casual          | Molt rar    | Hemicriptòfit | Origen incert      |
| Aloe arbarescens Mill.                                       | Casual          | Molt rar    | Faneròfit     | Àfrica-S           |
| Aloe maculata All.                                           | Casual          | Molt rar    | Camèfit       | Àfrica-S           |
| Àloe vera (L.) Burm. f.                                      | Casual          | Molt rar    | Camèfit       | Àfrica-E           |
| Amaranthus albus L.                                          | Naturalitzat    | Molt comú   | Teròfit       | Amèrica-N          |
| Amaranthus cruentus L.                                       | Naturalitzat    | Comú        | Teròfit       | Neotrop.           |
| Amaranthus deflexus L.                                       | Naturalitzat    | Molt comú   | Teròfit       | Amèrica-S no trop. |
| Amaranthus hybridus L.                                       | Naturalitzat    | Comú        | Teròfit       | Neotrop.           |
| Amaranthus muricatus (Gillies ex Mag.) Hieron.               | Naturalitzat    | Comú        | Teròfit       | Amèrica-S no trop. |
| Amaranthus powellii S.Watson.                                | Casual          | Molt rar    | Teròfit       | Amèrica-N          |
| Amaranthus retroflexus L.                                    | Naturalitzat    | Molt comú   | Teròfit       | Amèrica-N          |
| Amaranthus viridis L.                                        | Naturalitzat    | Comú        | Teròfit       | Amèrica-S no trop. |
| Amaryllis bella-donna L.                                     | Casual          | Molt rar    | Geòfit        | Àfrica-S           |
| Aptenia lancifolia L. Bolus                                  | Casual          | Molt rar    | Camèfit       | Àfrica-S           |
| Araujia sericifera Brot.                                     | Naturalitzat    | Molt rar    | Liana         | Amèrica-S no trop. |
| Artemisia arborescens L.                                     | Naturalitzat    | Rar         | Faneròfit     | Stenomed.          |
| Arundo danax L.                                              | Naturalitzat    | Comú        | Faneròfit     | Àsia-C             |
| Aster squamatus (Spreng.) Hieron                             | Naturalitzat    | Molt comú   | Teròfit       | Neotrop.           |
| Austrocylindropuntia subulata (Cels ex EA.C. Weber) Backeb.  | Casual          | Rar         | Faneròfit     | Amèrica-S no trop. |
| Bassia scoparia (L.) A. J. Scott                             | Casual          | Rar         | Teròfit       | Euras.             |
| Bidens subalternans DC.                                      | Naturalitzat    | Molt rar    | Teròfit       | Neotrop.           |
| Boussingaultia cordifolia Ten.                               | Naturalitzat    | Rar         | Geòfit        | Neotrop.           |
| Bowlesia incana Ruiz et Pavon                                | Casual          | Molt rar    | Teròfit       | Neotrop.           |
| Brassica rapa subsp. oleifera DC.                            | Naturalitzat    | Molt rar    | Teròfit       | Eurymed.           |
| Bromus catharticus Vahl                                      | Naturalitzat    | Rar         | Hemicriptòfit | Neotrop.           |
| Canna flaccida L.                                            | Naturalitzat    | Molt rar    | Geòfit        | Amèrica-N          |
| Carpobrotus acinaciformis (L.) L.                            | Naturalitzat    | Molt rar    | Camèfit       | Àfrica-S           |
| Carpobrotus edulis (L.) N. E. Br.                            | Naturalitzat    | Comú        | Camèfit       | Àfrica-S           |
| Celtis australis L.                                          | Naturalitzat    | Molt rar    | Faneròfit     | Eurymed.           |
| Centaurea napifolia L.                                       | Casual          | Molt rar    | Teròfit       | Stenomed-SW        |
| Centranthus ruber (L.) DC.                                   | Casual          | Rar         | Camèfit       | Stenomed.          |
| Ceratonia siliqua L.                                         | Casual          | Rar         | Faneròfit     | Stenomed.          |
| Cerinthe major L.                                            | Casual          | Desaparegut | Teròfit       | Stenomed.          |
| Chamaesyce maculata (L.) SmaII                               | Naturalitzat    | Molt rar    | Teròfit       | Amèrica-N          |
| Chamaesyce nutans (Lag.) SmaII                               | Naturalitzat    | Molt rar    | Teròfit       | Amèrica-N          |
| Chamaesyce postrata (Aitan) SmaII                            | Naturalitzat    | Comú        | Teròfit       | Amèrica-N          |
| Chamaesyce serpens (Kunth) SmaII                             | Naturalitzat    | Comú        | Teròfit       | Amèrica-N          |
| Chamomilla recutita (L.) Rauschert                           | Casual          | Molt rar    | Teròfit       | Euras.             |
| Chasmanthe aethiopica (L.) N.E. Br.                          | Casual          | Rar         | Geòfit        | Àfrica-S           |
| Chenopodium ambrosioides L.                                  | Naturalitzat    | Rar         | Camèfit       | Neotrop.           |
| Chenopodium pumilio R. Br.                                   | Naturalitzat    | Molt rar    | Teròfit       | Austràlia          |
| Colocasia esculenta (L.) Schou                               | Naturalitzat    | Molt rar    | Hemicriptòfit | Àsia-SE            |
| Consolida ajacis (L.) Schur                                  | Casual          | Molt rar    | Teròfit       | Eurymed.           |
| Conyza bonariensis (L.) Cronquist                            | Naturalitzat    | Molt comú   | Teròfit       | Neotrop.           |
| Conyza canadensis (L.) Cronquist                             | Naturalitzat    | Rar         | Teròfit       | Amèrica-N          |
| Conyza sumatrensis (Retz.) E. Walker                         | Naturalitzat    | Molt comú   | Teròfit       | Neotrop.           |
| Coronopus didymus (L.) Sm.                                   | Naturalitzat    | Comú        | Teròfit       | Amèrica            |
| Cortaderia selloana (Scuhlt. et Schult. f.) Asch. et Graebn. | Naturalitzat    | Rar         | Hemicriptòfit | Amèrica-S no trop. |
| Cupressus macrocarpa Hartw.                                  | Casual          | Rar         | Faneròfit     | Amèrica-N          |
| Cupressus sempervirens L.                                    | Naturalitzat    | Molt rar    | Faneròfit     | Medit-Turan.       |
| Cuscuta campestris Yunck.                                    | Naturalitzat    | Rar         | Teròfit       | Amèrica-N          |
| Cydonia oblonga Mill.                                        | Casual          | Rar         | Faneròfit     | Àsia               |
| Cymbalaria muralis subsp. muralis P. Gaertn.                 | Naturalitzat    | Rar         | Camèfit       | Europ-S            |
| Cyperus alternifolius L. subsp. flabelliformis Kük.          | Casual          | Molt rar    | Hemicriptòfit | Àfrica trop.       |
| Cyrtomium falcatum (L. L) C. Presl                           | Naturalitzat    | Molt rar    | Hemicriptòfit | Àsia-E             |
| Datura innoxia Mill.                                         | Casual          | Molt rar    | Hemicriptòfit | Neotrop.           |
| Datura stramonium L.                                         | Naturalitzat    | Rar         | Teròfit       | Amèrica            |
| Diospyros lotus L.                                           | Naturalitzat    | Molt rar    | Faneròfit     | Àsia               |
| Diospyros virginiana L.                                      | Naturalitzat    | Rar         | Faneròfit     | Amèrica-N          |
| Disphyma crassifolium (L.) L. Bolus                          | Naturalitzat    | Rar         | Camèfit       | Àfrica-S.          |
| Drosanthemum floribundum (Haw.) Schwantes                    | Naturalitzat    | Molt rar    | Camèfit       | Àfrica-S           |
| Eleusine indica (L.) Gaertn.                                 | Naturalitzat    | Comú        | Teròfit       | Pantrop.           |
| Erysimum cheiri (L.) Crantz                                  | Naturalitzat    | Molt rar    | Camèfit       | Eurymed.           |
| Fraxinus angustifolia Vahl                                   | Naturalitzat    | Molt rar    | Faneròfit     | Europ-SE           |
| Freesia refracta (Jacq.) Eckl. ex Eckl.                      | Casual          | Molt rar    | Geòfit        | Àfrica-S           |
| Gazania rigens (L.) Gaertn.                                  | Naturalitzat    | Molt rar    | Camèfit       | Àfrica-S           |
| Gleditsia triacanthos L.                                     | Casual          | Molt rar    | Faneròfit     | Amèrica-N          |
| Glycyrrhiza glabra L.                                        | P Naturalitzat  | Molt rar    | Geòfit        | Stenomed - Àsia    |
| Gomphocarpus fruticosus (L.) Aitan L                         | Casual          | Molt rar    | Faneròfit     | Àfrica-S           |
| Gymnostyles stolonifera (Brot.) Tutin                        | Naturalitzat    | Rar         | Teròfit       | Amèrica-S no trop. |
| Gypsophila pilosa Huds.                                      | Casual          | Molt rar    | Teròfit       | Àsia-W - Àfrica-N  |
| Hedysarum coronarium L.                                      | Naturalitzat    | Molt comú   | Hemicriptòfit | Stenomed-W         |
| Helianthus tuberosus L.                                      | Naturalitzat    | Rar         | Geòfit        | Amèrica-N          |
| Heliotropium curassavicum L.                                 | Naturalitzat    | Rar         | Teròfit       | Neotrop.           |
| Hylocereus undatus (Haw.) Britton et Rose                    | Casual          | Molt rar    | Liana         | Amèrica            |
| Hypericum triquetrifolium Turra                              | P Naturalitzat  | Molt rar    | Camèfit       | Stenomed-E         |
| Ipomaea acuminata (Vahl) Raem. et Schult.                    | Naturalitzat    | Rar         | Hemicriptòfit | Neotrop.           |
| Iris albicans Lange                                          | Naturalitzat.   | Rar         | Geòfit        | Eurymed.           |
| Iris germanica L.                                            | Naturalitzat    | Rar         | Geòfit        | Eurymed.           |
| Iris pallida subsp. pallida Lam.                             | Naturalitzat    | Molt rar    | Geòfit        | Eurymed.           |
| Juglans regia L.                                             | Naturalitzat    | Molt rar    | Faneròfit     | Eurymed-E          |
| Laurus nobilis L.                                            | P Naturalitzat  | Rar         | Faneròfit     | Eurymed            |
| Lavandula dentata L.                                         | Naturalitzat    | Molt rar    | Camèfit       | Eurymed-S          |
| Lemna minuta Kunth                                           | Naturalitzat    | Molt rar    | Hidròfit      | Amèrica            |
| Lepidium latifolium L.                                       | Naturalitzat    | Molt rar    | Hemicriptòfit | Euras.             |
| Lepidium sativum L.                                          | Casual          | Molt rar    | Teròfit       | Àfrica-NE - Àsia-W |
| Lepidium spinosum Ard.                                       | Naturalitzat    | Molt rar    | Teròfit       | Europ-SE           |
| Lilium candidum L.                                           | Casual          | Molt rar    | Geòfit        | Eurymed-E          |
| Limoniastrum monopetalum (L.)Boiss.                          | Casual          | Molt rar    | Faneròfit     | Stenomed-SW        |
| Ludwigia grandiflora (Michx.) Greuter                        | Naturalitzat    | Molt rar    | Hidròfit      | Neotrop.           |
| Lycium barbarum L.                                           | Casual          | Molt rar    | Faneròfit     | Àsia-E             |
| Lycium europaeum L.                                          | Casual          | Molt rar    | Faneròfit     | Eurymed.           |
| Lycopersicon esculentum Mill.                                | Casual          | Rar         | Teròfit       | Neotrop.           |
| Malcolmia flexuosa (Sm.) Sm.                                 | Casual          | Molt rar    | Teròfit       | Stenomed-E         |
| Malephora purpureo-crocea (Haw.) Schwantes                   | Casual          | Molt rar    | Camèfit       | Àfrica-S           |
| Malus domestica (Borkh.) Borkh.                              | Casual          | Rar         | Faneròfit     | Euras.             |
| Medicago arborea L.                                          | P Naturalitzat  | Rar         | Faneròfit     | Stenomed-NE        |
| Medicago sativa subsp. sativa L.                             | Naturalitzat    | Molt rar    | Hemicriptòfit | Àsia-W             |
| Melia azedarach L.                                           | Casual          | Molt rar    | Faneròfit     | Àsia-S             |
| Melilotus alba Medik.                                        | Naturalitzat    | Molt rar    | Teròfit       | Euras.             |
| Melissa officinalis L.                                       | Naturalitzat    | Molt rar    | Hemicriptòfit | Àsia-W             |
| Mirabilis jalapa L.                                          | Casual          | Rar         | Geòfit        | Neotrop.           |
| Myoporum tenuifolium G. Forst.                               | Naturalitzat    | Molt rar    | Faneròfit     | Austràlia          |
| Nerium oleander L.                                           | Naturalitzat    | Molt rar    | Faneròfit     | Stenomed.          |
| Nicotiana glauca R.C. Graham                                 | Naturalitzat    | Molt rar    | Faneròfit     | Amèrica-S no trop. |
| Nicotiana tabacum L.                                         | Casual          | Molt rar    | Hemicriptòfit | Amèrica-N          |
| Nothoscordum inodorum (Aitan) Nicholson                      | Naturalitzat    | Rar         | Geòfit        | Amèrica-S no trop. |
| Oenothera rosea L'Hér. ex Aiton                              | Naturalitzat    | Rar         | Hemicriptòfit | Neotrop.           |
| Opuntia ficus-indica (L.) Mill.                              | Naturalitzat    | Molt comú   | Faneròfit     | Neotrop.           |
| Opuntia microdasys (Lehm.) Pfeiff.                           | Casual          | Molt rar    | Faneròfit     | Neotrop.           |
| Oxa/is articulata Savigny                                    | Casual          | Molt rar    | Geòfit        | Amèrica-S no trop. |
| Oxalis latifolia Kunth                                       | Casual          | Molt rar    | Geòfit        | Amèrica-S no trop. |
| Oxalis parvifolia DC.                                        | Naturalitzat    | Molt rar    | Camèfit       | Neotrop.           |
| Oxalis pes-caprae L.                                         | Naturalitzat    | Molt comú   | Geòfit        | Àfrica-S           |
| Panicum miliaceum L.                                         | Casual          | Molt rar    | Teròfit       | Àsia               |
| Paspalum dilatatum Poir.                                     | Casual          | Molt rar    | Hemicriptòfit | Neotrop.           |
| Paspalum paspalodes (Michx) Scrib.                           | Naturalitzat    | Comú        | Hemicriptòfit | Neotrop.           |
| Paspalum vaginatum Swartz                                    | Naturalitzat    | Molt rar    | Hemicriptòfit | Neotrop.           |
| Pennisetum clandestinum Hochst. ex Chiov.                    | Casual          | Molt rar    | Hemicriptòfit | Àfrica-E           |
| Pennisetum setaceum (Forssk.) Chiov.                         | Naturalitzat    | Molt rar    | Hemicriptòfit | Paleotrop.         |
| Pennisetum villosum R. Br. ex Fresen. (coa de moix)          | Casual          | Molt rar    | Hemicriptòfit | Àfrica-E           |
| Petroselinum crispum (Mill.) Fuss                            | P Naturalitzat  | Rar         | Hemicriptòfit | Origen incert      |
| Phalaris canariensis L.                                      | Casual          | Molt rar    | Teròfit       | Macar.             |
| Phoenix canariensis hort. ex Chabaud                         | Naturalitzat    | Molt rar    | Faneròfit     | Macar.             |
| Phytolacca americana L.                                      | Naturalitzat    | Molt rar    | Hemicriptòfit | Amèrica-N          |
| Pinus pinea L.                                               | Naturalitzat    | Rar         | Faneròfit     | Eurymed.           |
| Pittosporum tobira (Thunb.) W. T. Aiton                      | Naturalitzat    | Rar         | Faneròfit     | Àsia               |
| Polygonum orientale L.                                       | Casual          | PD          | Teròfit       | Àsia               |
| Populus alba L.                                              | Naturalitzat    | Rar         | Faneròfit     | Paleotemp.         |
| Populus nigra L.                                             | Naturalitzat    | Rar         | Faneròfit     | Paleotemp.         |
| Proboscidea louisianica subsp. louisianica(Mill.) Thell.     | Naturalitzat    | Molt rar    | Teròfit       | Amèrica-N          |
| Prunus dulcis (Mill.) D. A. Webb                             | Casual          | Rar         | Faneròfit     | Medit-Turan.       |
| Punica granatum L.                                           | Naturalitzat    | Rar         | Faneròfit     | Medit-Turan.       |
| Pyrus communis L.                                            | Naturalitzat    | Molt rar    | Faneròfit     | Euras.             |
| Quercus coccifera L.                                         | Naturalitzat    | Molt rar    | Faneròfit     | Eurymed-W          |
| Quercus humilis Mill.                                        | Naturalitzat    | Molt rar    | Faneròfit     | Eurymed.           |
| Raphanus sativus L.                                          | Casual          | Rar         | Geòfit        | Euras.             |
| Ricinus communis L.                                          | Casual          | Rar         | Faneròfit     | Paleotrop.         |
| Robinia pseudoacacia L.                                      | Casual          | Rar         | Faneròfit     | Amèrica-N          |
| Salix fragilis L.                                            | Casual          | Rar         | Faneròfit     | Eurosib.           |
| Salvia officinalis L.                                        | Casual          | Molt rar    | Camèfit       | Eurymed-E          |
| Senecio angulatus L. f.                                      | Casual          | Rar         | Liana         | Àfrica-S           |
| Setaria italica (L.) Beauv.                                  | Casual          | Molt rar    | Teròfit       | Paleotrop.         |
| Setaria parviflora (Poir.) Kerguélen                         | Naturalitzat    | Molt rar    | Hemicriptòfit | Amèrica-N          |
| Solanum bonariense L.                                        | Naturalitzat    | Rar         | Faneròfit     | Amèrica-S no trop. |
| Solanum elaeagnifolium Cavo                                  | Casual          | Molt rar    | Faneròfit     | Amèrica-S no trop. |
| Solanum sodomeum L.                                          | Naturalitzat    | Comú        | Faneròfit     | Àfrica-S           |
| Spartium junceum L.                                          | Naturalitzat    | Rar         | Faneròfit     | Eurymed.           |
| Stenotaphrum secundatum (Walter) O. Kuntze                   | Casual          | Molt rar    | Hemicriptòfit | Pantrop.           |
| Sternbergia lutea (L.) Ker Gawl. ex Spreng.                  | P Naturalitzat  | Molt rar    | Geòfit        | Medit-Mont.        |
| Stipa tenacissima L.                                         | Naturalitzat    | Molt rar    | Hemicriptòfit | Stenomed-S         |
| Tetraclinis articulata (Vahl) Mast.                          | Naturalitzat    | Molt rar    | Faneròfit     | Eurymed-S          |
| Thuja orientalis L.                                          | Casual          | Molt rar    | Faneròfit     | Àsia               |
| Trifolium incarnatum L.                                      | Casual          | Molt rar    | Teròfit       | Eurymed.           |
| Tropaeolum majus L.                                          | Casual          | Molt rar    | Teròfit       | Neotrop.           |
| Ulmus minor Mill. subsp. minor                               | P Naturalitzat  | Rar         | Faneròfit     | Europ-Cauc.        |
| Ulmus minor subsp. procera (Salisb.) Franco                  | P Naturalitzat  | Comú        | Faneròfit     | Europ-Cauc.        |
| Veronica persica Poir.                                       | Naturalitzat    | Comú        | Teròfit       | Àsia-W             |
| Vicia ervilia (L.) WiIId.                                    | Naturalitzat    | Molt rar    | Teròfit       | Àsia-SW            |
| Vitis vinifera subsp. vinifera L.                            | Naturalitzat    | Comú        | Liana         | Origen incert      |
| Xanthium spinosum L.                                         | Naturalitzat    | Rar         | Teròfit       | Amèrica-S no trop. |
| Xanthium strumarium subsp. italicum (Moretti) D. Love        | Naturalitzat    | Rar         | Teròfit       | Amèrica            |
| Xanthium strumarium subsp. strumarium L.                     | Naturalitzat    | Molt rar    | Teròfit       | Origen incert      |
| Zantedeschia aethiopica (L.) Spreng.                         | Casual          | Molt rar    | Geòfit        | Àfrica-S           |